# 王符墓
王符墓，位于中国甘肃省镇原县，为一个省级文物保护单位，类型为古墓葬。
王符墓的历史年代为汉代。